# Eleições europeias de 2019 em Guimarães

## Resultados Oficiais
| Partido                 | Partido                        | Votos   | %               | +/-  |
| ----------------------- | ------------------------------ | ------- | --------------- | ---- |
|                         | Partido Socialista             | 22 520  | 39,23 / 100,00  | 2,81 |
|                         | Partido Social Democrata       | 12 357  | 21,52 / 100,00  | -    |
|                         | Bloco de Esquerda              | 4 964   | 8,65 / 100,00   | 4,86 |
|                         | CDS – Partido Popular          | 3 759   | 6,55 / 100,00   | -    |
|                         | Coligação Democrática Unitária | 3 041   | 5,30 / 100,00   | 4,88 |
|                         | Pessoas–Animais–Natureza       | 2 115   | 3,68 / 100,00   | 2,74 |
|                         | Aliança                        | 724     | 1,26 / 100,00   | Novo |
|                         | LIVRE                          | 706     | 1,23 / 100,00   | 0,11 |
|                         | Outros (com menos de 1,00%)    | 2 756   | 4,80 / 100,00   |      |
| Votos Inválidos         | Votos Inválidos                | 4 467   | 7,78 / 100,00   | 1,15 |
| Total                   | Total                          | 57 409  | 100,00 / 100,00 |      |
| Eleitorado/Participação | Eleitorado/Participação        | 143 570 | 39,99 / 100,00  | 0,88 |

## Resultados por Freguesia
Os resultados seguintes referem-se aos partidos que obtiveram mais de 1,00% dos votos:
| Freguesia                                         | %     | %     | %     | %     | %     | %    | %    | %    | Votantes |
| Freguesia                                         | PS    | PSD   | BE    | CDS   | CDU   | PAN  | A    | L    | Votantes |
| ------------------------------------------------- | ----- | ----- | ----- | ----- | ----- | ---- | ---- | ---- | -------- |
| Abação e Gémeos                                   | 36,66 | 28,15 | 4,65  | 7,60  | 3,18  | 3,29 | 1,02 | 1,14 | 881      |
| Airão Santa Maria, Airão São João e Vermil        | 33,56 | 28,43 | 5,95  | 13,84 | 3,38  | 2,44 | 1,31 | 0,63 | 1 597    |
| Aldão                                             | 34,62 | 20,22 | 9,03  | 6,24  | 5,38  | 4,52 | 0,86 | 1,29 | 465      |
| Arosa e Castelões                                 | 42,75 | 26,67 | 9,02  | 3,92  | 1,57  | 1,18 | 1,18 | 0,39 | 255      |
| Atães e Rendufe                                   | 45,73 | 19,83 | 7,44  | 4,96  | 2,89  | 1,93 | 0,96 | 1,10 | 726      |
| Azurém                                            | 34,16 | 19,03 | 11,68 | 6,97  | 6,48  | 4,52 | 1,87 | 2,00 | 3 100    |
| Barco                                             | 35,13 | 30,14 | 4,99  | 6,19  | 3,99  | 2,20 | 0,40 | 1,40 | 501      |
| Briteiros Santo Estêvão e Donim                   | 36,76 | 30,95 | 6,70  | 5,95  | 4,17  | 3,72 | 0,86 | 0,30 | 672      |
| Briteiros São Salvador e Briteiros Santa Leocádia | 37,77 | 32,10 | 6,11  | 6,33  | 4,37  | 2,40 | 0,44 | 0,44 | 458      |
| Brito                                             | 39,57 | 21,95 | 9,59  | 4,39  | 6,76  | 3,29 | 1,39 | 0,87 | 1 731    |
| Caldelas                                          | 35,44 | 24,23 | 8,48  | 4,98  | 4,62  | 4,17 | 1,08 | 1,88 | 2 229    |
| Candoso (São Martinho)                            | 40,97 | 16,99 | 11,63 | 3,94  | 9,12  | 3,94 | 0,72 | 0,54 | 559      |
| Candoso São Tiago e Mascotelos                    | 38,42 | 17,18 | 9,81  | 6,86  | 4,72  | 4,94 | 1,47 | 1,18 | 1 356    |
| Conde e Gandarela                                 | 47,76 | 11,22 | 8,76  | 4,27  | 11,00 | 3,10 | 1,07 | 0,75 | 936      |
| Costa                                             | 23,74 | 25,46 | 11,68 | 10,88 | 4,82  | 3,38 | 2,73 | 1,93 | 1 866    |
| Creixomil                                         | 31,08 | 23,69 | 10,04 | 7,50  | 6,69  | 4,99 | 1,70 | 1,81 | 3 706    |
| Fermentões                                        | 41,38 | 17,34 | 10,80 | 5,45  | 5,24  | 4,05 | 1,45 | 1,51 | 1 926    |
| Gonça                                             | 52,36 | 24,61 | 6,81  | 3,66  | 1,05  | 1,83 | 0    | 0,52 | 382      |
| Gondar                                            | 43,02 | 14,34 | 9,37  | 2,63  | 12,49 | 3,32 | 1,07 | 0,98 | 1 025    |
| Guardizela                                        | 45,81 | 17,87 | 8,37  | 5,09  | 5,66  | 3,28 | 1,13 | 0,79 | 884      |
| Infantas                                          | 45,47 | 19,63 | 6,04  | 5,70  | 2,01  | 4,19 | 0,67 | 2,35 | 596      |
| Leitões, Oleiros e Figueiredo                     | 28,86 | 26,38 | 5,25  | 18,80 | 2,19  | 3,06 | 0,44 | 0,87 | 686      |
| Longos                                            | 43,60 | 25,59 | 4,18  | 9,66  | 4,70  | 2,87 | 0,78 | 0,52 | 383      |
| Lordelo                                           | 43,93 | 22,28 | 7,66  | 5,38  | 4,97  | 2,83 | 1,10 | 0,90 | 1 450    |
| Mesão Frio                                        | 37,60 | 22,97 | 9,69  | 6,52  | 3,47  | 4,75 | 1,10 | 1,34 | 1 641    |
| Moreira de Cónegos                                | 51,29 | 14,42 | 7,47  | 4,19  | 8,33  | 3,27 | 1,15 | 0,75 | 1 741    |
| Nespereira                                        | 51,53 | 16,16 | 8,28  | 3,68  | 4,09  | 4,29 | 1,12 | 1,12 | 978      |
| Oliveira, São Paio e São Sebastião                | 28,75 | 25,00 | 9,74  | 9,77  | 6,78  | 3,91 | 1,95 | 2,36 | 3 172    |
| Pencelo                                           | 52,67 | 13,43 | 6,82  | 7,04  | 4,26  | 3,41 | 1,71 | 1,07 | 469      |
| Pinheiro                                          | 45,09 | 20,76 | 9,82  | 4,02  | 4,46  | 2,23 | 0,67 | 0,89 | 448      |
| Polvoreira                                        | 54,04 | 14,04 | 8,63  | 3,76  | 3,69  | 2,82 | 1,25 | 0,86 | 1 275    |
| Ponte                                             | 43,58 | 14,61 | 9,40  | 4,15  | 5,78  | 5,44 | 1,34 | 1,15 | 2 095    |
| Prazins (Santa Eufémia)                           | 36,41 | 35,44 | 5,58  | 3,64  | 5,34  | 1,70 | 0,97 | 0    | 412      |
| Prazins Santo Tirso e Corvite                     | 35,04 | 27,08 | 8,67  | 7,61  | 2,12  | 3,54 | 0,53 | 0,71 | 565      |
| Ronfe                                             | 41,39 | 21,53 | 8,16  | 7,75  | 3,07  | 3,17 | 0,83 | 1,09 | 1 923    |
| Sande (São Martinho)                              | 38,37 | 31,40 | 5,55  | 5,31  | 2,36  | 3,66 | 1,06 | 0,35 | 847      |
| Sande São Lourenço e Balazar                      | 38,45 | 28,29 | 6,37  | 6,18  | 1,99  | 2,59 | 2,59 | 0,20 | 502      |
| Sande Vila Nova e Sande São Clemente              | 38,20 | 24,41 | 7,02  | 9,06  | 4,73  | 2,53 | 0,73 | 0,98 | 1 225    |
| São Torcato                                       | 41,95 | 25,68 | 5,82  | 4,78  | 3,59  | 2,79 | 1,59 | 1,52 | 1 254    |
| Selho (São Cristóvão)                             | 46,08 | 16,31 | 10,21 | 4,61  | 6,35  | 3,61 | 0    | 0,62 | 803      |
| Selho (São Jorge)                                 | 37,22 | 19,77 | 10,13 | 4,82  | 9,07  | 3,38 | 1,10 | 0,79 | 2 281    |
| Selho São Lourenço e Gominhães                    | 42,61 | 23,18 | 8,40  | 3,88  | 4,51  | 2,26 | 0,50 | 1,88 | 798      |
| Serzedelo                                         | 46,37 | 13,19 | 9,26  | 4,17  | 10,42 | 2,93 | 1,39 | 0,85 | 1 296    |
| Serzedo e Calvos                                  | 47,50 | 20,69 | 4,72  | 8,47  | 2,36  | 3,33 | 0,56 | 1,11 | 720      |
| Silvares                                          | 42,27 | 20,68 | 7,05  | 7,84  | 4,66  | 3,75 | 0,57 | 0,80 | 880      |
| Souto Santa Maria, Souto São Salvador e Gondomar  | 43,68 | 28,96 | 6,40  | 4,80  | 1,92  | 2,88 | 0,16 | 0,16 | 625      |
| Tabuadelo e São Faustino                          | 42,90 | 23,67 | 5,92  | 6,51  | 2,96  | 3,25 | 1,28 | 1,18 | 1 014    |
| Urgezes                                           | 38,84 | 21,35 | 9,45  | 7,90  | 3,42  | 4,24 | 1,49 | 1,30 | 2 075    |
| Guimarães                                         | 39,23 | 21,52 | 8,65  | 6,55  | 5,30  | 3,68 | 1,26 | 1,23 | 57 409   |

#### Abação e Gémeos
| Partido                 | Partido                                         | Votos | %               | +/-  |
| ----------------------- | ----------------------------------------------- | ----- | --------------- | ---- |
|                         | Partido Socialista                              | 323   | 36,66 / 100,00  | 3,29 |
|                         | Partido Social Democrata                        | 248   | 28,15 / 100,00  | -    |
|                         | CDS – Partido Popular                           | 67    | 7,60 / 100,00   | -    |
|                         | Bloco de Esquerda                               | 41    | 4,65 / 100,00   | 1,64 |
|                         | Pessoas–Animais–Natureza                        | 29    | 3,29 / 100,00   | 2,17 |
|                         | Coligação Democrática Unitária                  | 28    | 3,18 / 100,00   | 4,41 |
|                         | Partido Comunista dos Trabalhadores Portugueses | 12    | 1,36 / 100,00   | 0,65 |
|                         | Basta!                                          | 12    | 1,36 / 100,00   | 1,65 |
|                         | LIVRE                                           | 10    | 1,14 / 100,00   | 0,02 |
|                         | Aliança                                         | 9     | 1,02 / 100,00   | Novo |
|                         | Outros (com menos de 1,00%)                     | 31    | 3,52 / 100,00   |      |
| Votos Inválidos         | Votos Inválidos                                 | 71    | 8,06 / 100,00   | 3,93 |
| Total                   | Total                                           | 881   | 100,00 / 100,00 |      |
| Eleitorado/Participação | Eleitorado/Participação                         | 2 329 | 37,83 / 100,00  | 0,33 |

#### Airão Santa Maria, Airão São João e Vermil
| Partido                 | Partido                        | Votos | %               | +/-  |
| ----------------------- | ------------------------------ | ----- | --------------- | ---- |
|                         | Partido Socialista             | 536   | 33,56 / 100,00  | 0,85 |
|                         | Partido Social Democrata       | 454   | 28,43 / 100,00  | -    |
|                         | CDS – Partido Popular          | 221   | 13,84 / 100,00  | -    |
|                         | Bloco de Esquerda              | 95    | 5,95 / 100,00   | 3,26 |
|                         | Coligação Democrática Unitária | 54    | 3,38 / 100,00   | 3,31 |
|                         | Pessoas–Animais–Natureza       | 39    | 2,44 / 100,00   | 1,94 |
|                         | Aliança                        | 21    | 1,31 / 100,00   | Novo |
|                         | Outros (com menos de 1,00%)    | 75    | 4,69 / 100,00   |      |
| Votos Inválidos         | Votos Inválidos                | 102   | 6,39 / 100,00   | 0,49 |
| Total                   | Total                          | 1 597 | 100,00 / 100,00 |      |
| Eleitorado/Participação | Eleitorado/Participação        | 3 235 | 49,37 / 100,00  | 1,89 |

#### Aldão
| Partido                 | Partido                        | Votos | %               | +/-  |
| ----------------------- | ------------------------------ | ----- | --------------- | ---- |
|                         | Partido Socialista             | 161   | 34,62 / 100,00  | 0,82 |
|                         | Partido Social Democrata       | 94    | 20,22 / 100,00  | -    |
|                         | Bloco de Esquerda              | 42    | 9,03 / 100,00   | 5,63 |
|                         | CDS – Partido Popular          | 29    | 6,24 / 100,00   | -    |
|                         | Coligação Democrática Unitária | 25    | 5,38 / 100,00   | 2,87 |
|                         | Pessoas–Animais–Natureza       | 21    | 4,52 / 100,00   | 3,55 |
|                         | LIVRE                          | 6     | 1,29 / 100,00   | 0,56 |
|                         | Nós, Cidadãos!                 | 6     | 1,29 / 100,00   | Novo |
|                         | Outros (com menos de 1,00%)    | 16    | 3,44 / 100,00   |      |
| Votos Inválidos         | Votos Inválidos                | 65    | 13,98 / 100,00  | 1,60 |
| Total                   | Total                          | 465   | 100,00 / 100,00 |      |
| Eleitorado/Participação | Eleitorado/Participação        | 1 229 | 37,84 / 100,00  | 4,51 |

#### Arosa e Castelões
| Partido                 | Partido                         | Votos | %               | +/-   |
| ----------------------- | ------------------------------- | ----- | --------------- | ----- |
|                         | Partido Socialista              | 109   | 42,75 / 100,00  | 10,72 |
|                         | Partido Social Democrata        | 68    | 26,67 / 100,00  | -     |
|                         | Bloco de Esquerda               | 23    | 9,02 / 100,00   | 3,33  |
|                         | CDS – Partido Popular           | 10    | 3,92 / 100,00   | -     |
|                         | Coligação Democrática Unitária  | 4     | 1,57 / 100,00   | 5,55  |
|                         | Partido Democrático Republicano | 4     | 1,57 / 100,00   | Novo  |
|                         | Pessoas–Animais–Natureza        | 3     | 1,18 / 100,00   | 0,47  |
|                         | Aliança                         | 3     | 1,18 / 100,00   | Novo  |
|                         | Outros (com menos de 1,00%)     | 10    | 3,92 / 100,00   |       |
| Votos Inválidos         | Votos Inválidos                 | 21    | 8,24 / 100,00   | 3,26  |
| Total                   | Total                           | 255   | 100,00 / 100,00 |       |
| Eleitorado/Participação | Eleitorado/Participação         | 746   | 34,18 / 100,00  | 1,51  |

#### Atães e Rendufe
| Partido                 | Partido                         | Votos | %               | +/-   |
| ----------------------- | ------------------------------- | ----- | --------------- | ----- |
|                         | Partido Socialista              | 332   | 45,73 / 100,00  | 10,78 |
|                         | Partido Social Democrata        | 144   | 19,83 / 100,00  | -     |
|                         | Bloco de Esquerda               | 54    | 7,44 / 100,00   | 4,36  |
|                         | CDS – Partido Popular           | 36    | 4,96 / 100,00   | -     |
|                         | Coligação Democrática Unitária  | 21    | 2,89 / 100,00   | 3,57  |
|                         | Pessoas–Animais–Natureza        | 14    | 1,93 / 100,00   | 0,46  |
|                         | Partido Democrático Republicano | 14    | 1,93 / 100,00   | Novo  |
|                         | LIVRE                           | 8     | 1,10 / 100,00   | 0,37  |
|                         | Partido Nacional Renovador      | 8     | 1,10 / 100,00   | 0,51  |
|                         | Outros (com menos de 1,00%)     | 39    | 5,38 / 100,00   |       |
| Votos Inválidos         | Votos Inválidos                 | 56    | 7,72 / 100,00   | 2,87  |
| Total                   | Total                           | 726   | 100,00 / 100,00 |       |
| Eleitorado/Participação | Eleitorado/Participação         | 2 318 | 31,32 / 100,00  | 1,59  |

#### Azurém
| Partido                 | Partido                        | Votos | %               | +/-  |
| ----------------------- | ------------------------------ | ----- | --------------- | ---- |
|                         | Partido Socialista             | 1 059 | 34,16 / 100,00  | 0,42 |
|                         | Partido Social Democrata       | 590   | 19,03 / 100,00  | -    |
|                         | Bloco de Esquerda              | 362   | 11,68 / 100,00  | 5,55 |
|                         | CDS – Partido Popular          | 216   | 6,97 / 100,00   | -    |
|                         | Coligação Democrática Unitária | 201   | 6,48 / 100,00   | 5,20 |
|                         | Pessoas–Animais–Natureza       | 140   | 4,52 / 100,00   | 3,38 |
|                         | LIVRE                          | 62    | 2,00 / 100,00   | 0,57 |
|                         | Aliança                        | 58    | 1,87 / 100,00   | Novo |
|                         | Iniciativa Liberal             | 37    | 1,19 / 100,00   | Novo |
|                         | Outros (com menos de 1,00%)    | 143   | 4,63 / 100,00   |      |
| Votos Inválidos         | Votos Inválidos                | 232   | 7,49 / 100,00   | 0,51 |
| Total                   | Total                          | 3 100 | 100,00 / 100,00 |      |
| Eleitorado/Participação | Eleitorado/Participação        | 7 722 | 40,15 / 100,00  | 0,36 |

#### Barco
| Partido                 | Partido                        | Votos | %               | +/-  |
| ----------------------- | ------------------------------ | ----- | --------------- | ---- |
|                         | Partido Socialista             | 176   | 35,13 / 100,00  | 8,16 |
|                         | Partido Social Democrata       | 151   | 30,14 / 100,00  | -    |
|                         | CDS – Partido Popular          | 31    | 6,19 / 100,00   | -    |
|                         | Bloco de Esquerda              | 25    | 4,99 / 100,00   | 2,80 |
|                         | Coligação Democrática Unitária | 20    | 3,99 / 100,00   | 2,81 |
|                         | Pessoas–Animais–Natureza       | 11    | 2,20 / 100,00   | 1,32 |
|                         | LIVRE                          | 7     | 1,40 / 100,00   | 0,30 |
|                         | Outros (com menos de 1,00%)    | 23    | 4,59 / 100,00   |      |
| Votos Inválidos         | Votos Inválidos                | 57    | 11,38 / 100,00  | 3,71 |
| Total                   | Total                          | 501   | 100,00 / 100,00 |      |
| Eleitorado/Participação | Eleitorado/Participação        | 1 382 | 36,25 / 100,00  | 3,13 |

#### Briteiros Santo Estêvão e Donim
| Partido                 | Partido                         | Votos | %               | +/-  |
| ----------------------- | ------------------------------- | ----- | --------------- | ---- |
|                         | Partido Socialista              | 247   | 36,76 / 100,00  | 4,46 |
|                         | Partido Social Democrata        | 208   | 30,95 / 100,00  | -    |
|                         | Bloco de Esquerda               | 45    | 6,70 / 100,00   | 4,53 |
|                         | CDS – Partido Popular           | 40    | 5,95 / 100,00   | -    |
|                         | Coligação Democrática Unitária  | 28    | 4,17 / 100,00   | 1,73 |
|                         | Pessoas–Animais–Natureza        | 25    | 3,72 / 100,00   | 2,63 |
|                         | Partido Democrático Republicano | 12    | 1,79 / 100,00   | Novo |
|                         | Outros (com menos de 1,00%)     | 26    | 3,87 / 100,00   |      |
| Votos Inválidos         | Votos Inválidos                 | 41    | 6,11 / 100,00   | 0,26 |
| Total                   | Total                           | 672   | 100,00 / 100,00 |      |
| Eleitorado/Participação | Eleitorado/Participação         | 2 051 | 32,76 / 100,00  | 3,30 |

#### Briteiros São Salvador e Briteiros Santa Leocádia
| Partido                 | Partido                                         | Votos | %               | +/-  |
| ----------------------- | ----------------------------------------------- | ----- | --------------- | ---- |
|                         | Partido Socialista                              | 173   | 37,77 / 100,00  | 3,01 |
|                         | Partido Social Democrata                        | 147   | 32,10 / 100,00  | -    |
|                         | CDS – Partido Popular                           | 29    | 6,33 / 100,00   | -    |
|                         | Bloco de Esquerda                               | 28    | 6,11 / 100,00   | 3,66 |
|                         | Coligação Democrática Unitária                  | 20    | 4,37 / 100,00   | 7,49 |
|                         | Pessoas–Animais–Natureza                        | 11    | 2,40 / 100,00   | 1,58 |
|                         | Partido Comunista dos Trabalhadores Portugueses | 6     | 1,31 / 100,00   | 0,33 |
|                         | Outros (com menos de 1,00%)                     | 14    | 3,06 / 100,00   |      |
| Votos Inválidos         | Votos Inválidos                                 | 30    | 6,55 / 100,00   | 1,63 |
| Total                   | Total                                           | 458   | 100,00 / 100,00 |      |
| Eleitorado/Participação | Eleitorado/Participação                         | 1 711 | 26,77 / 100,00  | 0,14 |

#### Brito
| Partido                 | Partido                                         | Votos | %               | +/-  |
| ----------------------- | ----------------------------------------------- | ----- | --------------- | ---- |
|                         | Partido Socialista                              | 685   | 39,57 / 100,00  | 5,61 |
|                         | Partido Social Democrata                        | 380   | 21,95 / 100,00  | -    |
|                         | Bloco de Esquerda                               | 166   | 9,59 / 100,00   | 5,50 |
|                         | Coligação Democrática Unitária                  | 117   | 6,76 / 100,00   | 5,63 |
|                         | CDS – Partido Popular                           | 76    | 4,39 / 100,00   | -    |
|                         | Pessoas–Animais–Natureza                        | 57    | 3,29 / 100,00   | 2,82 |
|                         | Aliança                                         | 24    | 1,39 / 100,00   | Novo |
|                         | Partido Comunista dos Trabalhadores Portugueses | 22    | 1,27 / 100,00   | 0,83 |
|                         | Outros (com menos de 1,00%)                     | 68    | 3,93 / 100,00   |      |
| Votos Inválidos         | Votos Inválidos                                 | 136   | 7,85 / 100,00   | 1,59 |
| Total                   | Total                                           | 1 731 | 100,00 / 100,00 |      |
| Eleitorado/Participação | Eleitorado/Participação                         | 4 292 | 40,33 / 100,00  | 0,06 |

#### Caldelas
| Partido                 | Partido                        | Votos | %               | +/-  |
| ----------------------- | ------------------------------ | ----- | --------------- | ---- |
|                         | Partido Socialista             | 790   | 35,44 / 100,00  | 1,09 |
|                         | Partido Social Democrata       | 540   | 24,23 / 100,00  | -    |
|                         | Bloco de Esquerda              | 189   | 8,48 / 100,00   | 4,53 |
|                         | CDS – Partido Popular          | 111   | 4,98 / 100,00   | -    |
|                         | Coligação Democrática Unitária | 103   | 4,62 / 100,00   | 4,64 |
|                         | Pessoas–Animais–Natureza       | 93    | 4,17 / 100,00   | 3,31 |
|                         | LIVRE                          | 42    | 1,88 / 100,00   | 0,29 |
|                         | Nós, Cidadãos!                 | 28    | 1,26 / 100,00   | Novo |
|                         | Aliança                        | 24    | 1,08 / 100,00   | Novo |
|                         | Basta!                         | 23    | 1,03 / 100,00   | 0,15 |
|                         | Outros (com menos de 1,00%)    | 75    | 3,35 / 100,00   |      |
| Votos Inválidos         | Votos Inválidos                | 211   | 9,46 / 100,00   | 2,75 |
| Total                   | Total                          | 2 229 | 100,00 / 100,00 |      |
| Eleitorado/Participação | Eleitorado/Participação        | 5 880 | 37,91 / 100,00  | 0,23 |

#### Candoso São Martinho
| Partido                 | Partido                        | Votos | %               | +/-  |
| ----------------------- | ------------------------------ | ----- | --------------- | ---- |
|                         | Partido Socialista             | 229   | 40,97 / 100,00  | 0,68 |
|                         | Partido Social Democrata       | 95    | 16,99 / 100,00  | -    |
|                         | Bloco de Esquerda              | 65    | 11,63 / 100,00  | 7,55 |
|                         | Coligação Democrática Unitária | 51    | 9,12 / 100,00   | 7,03 |
|                         | CDS – Partido Popular          | 22    | 3,94 / 100,00   | -    |
|                         | Pessoas–Animais–Natureza       | 22    | 3,94 / 100,00   | 3,12 |
|                         | Outros (com menos de 1,00%)    | 24    | 4,30 / 100,00   |      |
| Votos Inválidos         | Votos Inválidos                | 51    | 9,13 / 100,00   | 3,58 |
| Total                   | Total                          | 559   | 100,00 / 100,00 |      |
| Eleitorado/Participação | Eleitorado/Participação        | 1 198 | 46,66 / 100,00  | 4,38 |

#### Candoso São Tiago e Mascotelos
| Partido                 | Partido                                         | Votos | %               | +/-  |
| ----------------------- | ----------------------------------------------- | ----- | --------------- | ---- |
|                         | Partido Socialista                              | 521   | 38,42 / 100,00  | 1,01 |
|                         | Partido Social Democrata                        | 233   | 17,18 / 100,00  | -    |
|                         | Bloco de Esquerda                               | 133   | 9,81 / 100,00   | 4,34 |
|                         | CDS – Partido Popular                           | 93    | 6,86 / 100,00   | -    |
|                         | Pessoas–Animais–Natureza                        | 67    | 4,94 / 100,00   | 3,74 |
|                         | Coligação Democrática Unitária                  | 64    | 4,72 / 100,00   | 6,84 |
|                         | Aliança                                         | 20    | 1,47 / 100,00   | Novo |
|                         | LIVRE                                           | 16    | 1,18 / 100,00   | 0,10 |
|                         | Partido Comunista dos Trabalhadores Portugueses | 15    | 1,11 / 100,00   | 1,29 |
|                         | Basta!                                          | 14    | 1,03 / 100,00   | 0,60 |
|                         | Nós, Cidadãos!                                  | 14    | 1,03 / 100,00   | Novo |
|                         | Outros (com menos de 1,00%)                     | 35    | 2,58 / 100,00   |      |
| Votos Inválidos         | Votos Inválidos                                 | 131   | 9,66 / 100,00   | 3,33 |
| Total                   | Total                                           | 1 356 | 100,00 / 100,00 |      |
| Eleitorado/Participação | Eleitorado/Participação                         | 3 181 | 42,63 / 100,00  | 4,78 |

#### Conde e Gandarela
| Partido                 | Partido                                         | Votos | %               | +/-  |
| ----------------------- | ----------------------------------------------- | ----- | --------------- | ---- |
|                         | Partido Socialista                              | 447   | 47,76 / 100,00  | 3,05 |
|                         | Partido Social Democrata                        | 105   | 11,22 / 100,00  | -    |
|                         | Coligação Democrática Unitária                  | 103   | 11,00 / 100,00  | 8,98 |
|                         | Bloco de Esquerda                               | 82    | 8,76 / 100,00   | 4,98 |
|                         | CDS – Partido Popular                           | 40    | 4,27 / 100,00   | -    |
|                         | Pessoas–Animais–Natureza                        | 29    | 3,10 / 100,00   | 2,56 |
|                         | Basta!                                          | 13    | 1,39 / 100,00   | 0,96 |
|                         | Partido Comunista dos Trabalhadores Portugueses | 12    | 1,28 / 100,00   | 1,10 |
|                         | Aliança                                         | 10    | 1,07 / 100,00   | Novo |
|                         | Outros (com menos de 1,00%)                     | 37    | 3,96 / 100,00   |      |
| Votos Inválidos         | Votos Inválidos                                 | 58    | 6,19 / 100,00   | 0,08 |
| Total                   | Total                                           | 936   | 100,00 / 100,00 |      |
| Eleitorado/Participação | Eleitorado/Participação                         | 2 164 | 43,25 / 100,00  | 1,58 |

#### Costa
| Partido                 | Partido                        | Votos | %               | +/-  |
| ----------------------- | ------------------------------ | ----- | --------------- | ---- |
|                         | Partido Social Democrata       | 475   | 25,46 / 100,00  | -    |
|                         | Partido Socialista             | 443   | 23,74 / 100,00  | 2,72 |
|                         | Bloco de Esquerda              | 218   | 11,68 / 100,00  | 6,61 |
|                         | CDS – Partido Popular          | 203   | 10,88 / 100,00  | -    |
|                         | Pessoas–Animais–Natureza       | 90    | 4,82 / 100,00   | 3,21 |
|                         | Coligação Democrática Unitária | 63    | 3,38 / 100,00   | 5,29 |
|                         | Aliança                        | 51    | 2,73 / 100,00   | Novo |
|                         | Iniciativa Liberal             | 43    | 2,30 / 100,00   | Novo |
|                         | LIVRE                          | 36    | 1,93 / 100,00   | 0,64 |
|                         | Nós, Cidadãos!                 | 32    | 1,71 / 100,00   | Novo |
|                         | Outros (com menos de 1,00%)    | 55    | 2,94 / 100,00   |      |
| Votos Inválidos         | Votos Inválidos                | 157   | 8,41 / 100,00   | 0,33 |
| Total                   | Total                          | 1 866 | 100,00 / 100,00 |      |
| Eleitorado/Participação | Eleitorado/Participação        | 4 244 | 43,97 / 100,00  | 4,20 |

#### Creixomil
| Partido                 | Partido                                         | Votos | %               | +/-  |
| ----------------------- | ----------------------------------------------- | ----- | --------------- | ---- |
|                         | Partido Socialista                              | 1 152 | 31,08 / 100,00  | 0,07 |
|                         | Partido Social Democrata                        | 878   | 23,69 / 100,00  | -    |
|                         | Bloco de Esquerda                               | 372   | 10,04 / 100,00  | 6,49 |
|                         | CDS – Partido Popular                           | 278   | 7,50 / 100,00   | -    |
|                         | Coligação Democrática Unitária                  | 248   | 6,69 / 100,00   | 6,03 |
|                         | Pessoas–Animais–Natureza                        | 185   | 4,99 / 100,00   | 3,69 |
|                         | LIVRE                                           | 67    | 1,81 / 100,00   | 0,41 |
|                         | Aliança                                         | 63    | 1,70 / 100,00   | Novo |
|                         | Nós, Cidadãos!                                  | 47    | 1,27 / 100,00   | Novo |
|                         | Iniciativa Liberal                              | 41    | 1,11 / 100,00   | Novo |
|                         | Partido Comunista dos Trabalhadores Portugueses | 38    | 1,03 / 100,00   | 1,04 |
|                         | Outros (com menos de 1,00%)                     | 75    | 2,03 / 100,00   |      |
| Votos Inválidos         | Votos Inválidos                                 | 262   | 7,07 / 100,00   | 0,15 |
| Total                   | Total                                           | 3 706 | 100,00 / 100,00 |      |
| Eleitorado/Participação | Eleitorado/Participação                         | 8 837 | 41,94 / 100,00  | 2,30 |

#### Fermentões
| Partido                 | Partido                        | Votos | %               | +/-  |
| ----------------------- | ------------------------------ | ----- | --------------- | ---- |
|                         | Partido Socialista             | 797   | 41,38 / 100,00  | 0,64 |
|                         | Partido Social Democrata       | 334   | 17,34 / 100,00  | -    |
|                         | Bloco de Esquerda              | 208   | 10,80 / 100,00  | 6,45 |
|                         | CDS – Partido Popular          | 105   | 5,45 / 100,00   | -    |
|                         | Coligação Democrática Unitária | 101   | 5,24 / 100,00   | 3,29 |
|                         | Pessoas–Animais–Natureza       | 78    | 4,05 / 100,00   | 3,08 |
|                         | LIVRE                          | 29    | 1,51 / 100,00   | 0,15 |
|                         | Aliança                        | 28    | 1,45 / 100,00   | Novo |
|                         | Nós, Cidadãos!                 | 24    | 1,25 / 100,00   | Novo |
|                         | Basta!                         | 22    | 1,14 / 100,00   | 0,28 |
|                         | Outros (com menos de 1,00%)    | 61    | 3,17 / 100,00   |      |
| Votos Inválidos         | Votos Inválidos                | 139   | 7,21 / 100,00   | 0,66 |
| Total                   | Total                          | 1 926 | 100,00 / 100,00 |      |
| Eleitorado/Participação | Eleitorado/Participação        | 5 024 | 38,34 / 100,00  | 0,40 |

#### Gonça
| Partido                 | Partido                         | Votos | %               | +/-   |
| ----------------------- | ------------------------------- | ----- | --------------- | ----- |
|                         | Partido Socialista              | 200   | 52,36 / 100,00  | 11,17 |
|                         | Partido Social Democrata        | 94    | 24,61 / 100,00  | -     |
|                         | Bloco de Esquerda               | 26    | 6,81 / 100,00   | 3,83  |
|                         | CDS – Partido Popular           | 14    | 3,66 / 100,00   | -     |
|                         | Pessoas–Animais–Natureza        | 7     | 1,83 / 100,00   | 1,29  |
|                         | Basta!                          | 5     | 1,31 / 100,00   | 0,77  |
|                         | Partido Democrático Republicano | 5     | 1,31 / 100,00   | Novo  |
|                         | Coligação Democrática Unitária  | 4     | 1,05 / 100,00   | 4,37  |
|                         | Outros (com menos de 1,00%)     | 7     | 1,83 / 100,00   |       |
| Votos Inválidos         | Votos Inválidos                 | 20    | 5,24 / 100,00   | 0,91  |
| Total                   | Total                           | 382   | 100,00 / 100,00 |       |
| Eleitorado/Participação | Eleitorado/Participação         | 881   | 43,36 / 100,00  | 3,25  |

#### Gondar
| Partido                 | Partido                                         | Votos | %               | +/-   |
| ----------------------- | ----------------------------------------------- | ----- | --------------- | ----- |
|                         | Partido Socialista                              | 441   | 43,02 / 100,00  | 5,58  |
|                         | Partido Social Democrata                        | 147   | 14,34 / 100,00  | -     |
|                         | Coligação Democrática Unitária                  | 128   | 12,49 / 100,00  | 12,35 |
|                         | Bloco de Esquerda                               | 96    | 9,37 / 100,00   | 6,24  |
|                         | Pessoas–Animais–Natureza                        | 34    | 3,32 / 100,00   | 2,58  |
|                         | CDS – Partido Popular                           | 27    | 2,63 / 100,00   | -     |
|                         | Partido Comunista dos Trabalhadores Portugueses | 17    | 1,66 / 100,00   | 1,10  |
|                         | Aliança                                         | 11    | 1,07 / 100,00   | Novo  |
|                         | Outros (com menos de 1,00%)                     | 45    | 4,39 / 100,00   |       |
| Votos Inválidos         | Votos Inválidos                                 | 79    | 7,71 / 100,00   | 2,56  |
| Total                   | Total                                           | 1 025 | 100,00 / 100,00 |       |
| Eleitorado/Participação | Eleitorado/Participação                         | 2 380 | 43,07 / 100,00  | 0,38  |

#### Guardizela
| Partido                 | Partido                                         | Votos | %               | +/-  |
| ----------------------- | ----------------------------------------------- | ----- | --------------- | ---- |
|                         | Partido Socialista                              | 405   | 45,81 / 100,00  | 4,70 |
|                         | Partido Social Democrata                        | 158   | 17,87 / 100,00  | -    |
|                         | Bloco de Esquerda                               | 74    | 8,37 / 100,00   | 4,63 |
|                         | Coligação Democrática Unitária                  | 50    | 5,66 / 100,00   | 3,97 |
|                         | CDS – Partido Popular                           | 45    | 5,09 / 100,00   | -    |
|                         | Pessoas–Animais–Natureza                        | 29    | 3,28 / 100,00   | 2,37 |
|                         | Partido Comunista dos Trabalhadores Portugueses | 13    | 1,47 / 100,00   | 0,57 |
|                         | Aliança                                         | 10    | 1,13 / 100,00   | Novo |
|                         | Outros (com menos de 1,00%)                     | 34    | 3,84 / 100,00   |      |
| Votos Inválidos         | Votos Inválidos                                 | 66    | 7,47 / 100,00   | 1,24 |
| Total                   | Total                                           | 884   | 100,00 / 100,00 |      |
| Eleitorado/Participação | Eleitorado/Participação                         | 2 056 | 43,00 / 100,00  | 0,91 |

#### Infantas
| Partido                 | Partido                         | Votos | %               | +/-  |
| ----------------------- | ------------------------------- | ----- | --------------- | ---- |
|                         | Partido Socialista              | 271   | 45,47 / 100,00  | 4,17 |
|                         | Partido Social Democrata        | 117   | 19,63 / 100,00  | -    |
|                         | Bloco de Esquerda               | 36    | 6,04 / 100,00   | 4,02 |
|                         | CDS – Partido Popular           | 34    | 5,70 / 100,00   | -    |
|                         | Pessoas–Animais–Natureza        | 25    | 4,19 / 100,00   | 2,77 |
|                         | LIVRE                           | 14    | 2,35 / 100,00   | 0,73 |
|                         | Coligação Democrática Unitária  | 12    | 2,01 / 100,00   | 2,24 |
|                         | Partido Democrático Republicano | 6     | 1,01 / 100,00   | Novo |
|                         | Outros (com menos de 1,00%)     | 29    | 4,86 / 100,00   |      |
| Votos Inválidos         | Votos Inválidos                 | 52    | 8,73 / 100,00   | 1,24 |
| Total                   | Total                           | 596   | 100,00 / 100,00 |      |
| Eleitorado/Participação | Eleitorado/Participação         | 1 530 | 38,95 / 100,00  | 7,08 |

#### Leitões, Oleiros e Figueiredo
| Partido                 | Partido                                         | Votos | %               | +/-  |
| ----------------------- | ----------------------------------------------- | ----- | --------------- | ---- |
|                         | Partido Socialista                              | 198   | 28,86 / 100,00  | 3,05 |
|                         | Partido Social Democrata                        | 181   | 26,38 / 100,00  | -    |
|                         | CDS – Partido Popular                           | 129   | 18,80 / 100,00  | -    |
|                         | Bloco de Esquerda                               | 36    | 5,25 / 100,00   | 3,10 |
|                         | Pessoas–Animais–Natureza                        | 21    | 3,06 / 100,00   | 1,22 |
|                         | Coligação Democrática Unitária                  | 15    | 2,19 / 100,00   | 3,95 |
|                         | Partido Comunista dos Trabalhadores Portugueses | 8     | 1,17 / 100,00   | 0,21 |
|                         | Basta!                                          | 8     | 1,17 / 100,00   | 0,10 |
|                         | Outros (com menos de 1,00%)                     | 20    | 2,91 / 100,00   |      |
| Votos Inválidos         | Votos Inválidos                                 | 70    | 10,21 / 100,00  | 4,53 |
| Total                   | Total                                           | 686   | 100,00 / 100,00 |      |
| Eleitorado/Participação | Eleitorado/Participação                         | 1 315 | 52,17 / 100,00  | 3,80 |

#### Longos
| Partido                 | Partido                         | Votos | %               | +/-  |
| ----------------------- | ------------------------------- | ----- | --------------- | ---- |
|                         | Partido Socialista              | 167   | 43,60 / 100,00  | 6,92 |
|                         | Partido Social Democrata        | 98    | 25,59 / 100,00  | -    |
|                         | CDS – Partido Popular           | 37    | 9,66 / 100,00   | -    |
|                         | Coligação Democrática Unitária  | 18    | 4,70 / 100,00   | 3,60 |
|                         | Bloco de Esquerda               | 16    | 4,18 / 100,00   | 3,31 |
|                         | Pessoas–Animais–Natureza        | 11    | 2,87 / 100,00   | 2,21 |
|                         | Partido Democrático Republicano | 4     | 1,04 / 100,00   | Novo |
|                         | Outros (com menos de 1,00%)     | 16    | 4,18 / 100,00   |      |
| Votos Inválidos         | Votos Inválidos                 | 16    | 4,17 / 100,00   | 1,07 |
| Total                   | Total                           | 383   | 100,00 / 100,00 |      |
| Eleitorado/Participação | Eleitorado/Participação         | 1 392 | 27,51 / 100,00  | 3,39 |

#### Lordelo
| Partido                 | Partido                        | Votos | %               | +/-  |
| ----------------------- | ------------------------------ | ----- | --------------- | ---- |
|                         | Partido Socialista             | 637   | 43,93 / 100,00  | 3,13 |
|                         | Partido Social Democrata       | 323   | 22,28 / 100,00  | -    |
|                         | Bloco de Esquerda              | 111   | 7,66 / 100,00   | 4,42 |
|                         | CDS – Partido Popular          | 78    | 5,38 / 100,00   | -    |
|                         | Coligação Democrática Unitária | 72    | 4,97 / 100,00   | 3,00 |
|                         | Pessoas–Animais–Natureza       | 41    | 2,83 / 100,00   | 1,92 |
|                         | Aliança                        | 16    | 1,10 / 100,00   | Novo |
|                         | Outros (com menos de 1,00%)    | 69    | 4,76 / 100,00   |      |
| Votos Inválidos         | Votos Inválidos                | 103   | 7,10 / 100,00   | 0,69 |
| Total                   | Total                          | 1 450 | 100,00 / 100,00 |      |
| Eleitorado/Participação | Eleitorado/Participação        | 3 735 | 38,82 / 100,00  | 0,95 |

#### Mesão Frio
| Partido                 | Partido                        | Votos | %               | +/-  |
| ----------------------- | ------------------------------ | ----- | --------------- | ---- |
|                         | Partido Socialista             | 617   | 37,60 / 100,00  | 5,39 |
|                         | Partido Social Democrata       | 377   | 22,97 / 100,00  | -    |
|                         | Bloco de Esquerda              | 159   | 9,69 / 100,00   | 5,67 |
|                         | CDS – Partido Popular          | 107   | 6,52 / 100,00   | -    |
|                         | Pessoas–Animais–Natureza       | 78    | 4,75 / 100,00   | 3,63 |
|                         | Coligação Democrática Unitária | 57    | 3,47 / 100,00   | 5,82 |
|                         | LIVRE                          | 22    | 1,34 / 100,00   | 0,24 |
|                         | Aliança                        | 18    | 1,10 / 100,00   | Novo |
|                         | Outros (com menos de 1,00%)    | 73    | 4,45 / 100,00   |      |
| Votos Inválidos         | Votos Inválidos                | 133   | 8,10 / 100,00   | 0,86 |
| Total                   | Total                          | 1 641 | 100,00 / 100,00 |      |
| Eleitorado/Participação | Eleitorado/Participação        | 4 044 | 40,58 / 100,00  | 2,01 |

#### Moreira de Cónegos
| Partido                 | Partido                                         | Votos | %               | +/-  |
| ----------------------- | ----------------------------------------------- | ----- | --------------- | ---- |
|                         | Partido Socialista                              | 893   | 51,29 / 100,00  | 3,49 |
|                         | Partido Social Democrata                        | 251   | 14,42 / 100,00  | -    |
|                         | Coligação Democrática Unitária                  | 145   | 8,33 / 100,00   | 5,79 |
|                         | Bloco de Esquerda                               | 130   | 7,47 / 100,00   | 4,36 |
|                         | CDS – Partido Popular                           | 73    | 4,19 / 100,00   | -    |
|                         | Pessoas–Animais–Natureza                        | 57    | 3,27 / 100,00   | 2,52 |
|                         | Aliança                                         | 20    | 1,15 / 100,00   | Novo |
|                         | Partido Comunista dos Trabalhadores Portugueses | 19    | 1,09 / 100,00   | 0,57 |
|                         | Outros (com menos de 1,00%)                     | 56    | 3,22 / 100,00   |      |
| Votos Inválidos         | Votos Inválidos                                 | 97    | 5,57 / 100,00   | 0,01 |
| Total                   | Total                                           | 1 741 | 100,00 / 100,00 |      |
| Eleitorado/Participação | Eleitorado/Participação                         | 4 311 | 40,39 / 100,00  | 0,98 |

#### Nespereira
| Partido                 | Partido                        | Votos | %               | +/-  |
| ----------------------- | ------------------------------ | ----- | --------------- | ---- |
|                         | Partido Socialista             | 504   | 51,53 / 100,00  | 6,54 |
|                         | Partido Social Democrata       | 158   | 16,16 / 100,00  | -    |
|                         | Bloco de Esquerda              | 81    | 8,28 / 100,00   | 3,58 |
|                         | Pessoas–Animais–Natureza       | 42    | 4,29 / 100,00   | 3,77 |
|                         | Coligação Democrática Unitária | 40    | 4,09 / 100,00   | 3,63 |
|                         | CDS – Partido Popular          | 36    | 3,68 / 100,00   | -    |
|                         | Aliança                        | 11    | 1,12 / 100,00   | Novo |
|                         | LIVRE                          | 11    | 1,12 / 100,00   | 0,39 |
|                         | Outros (com menos de 1,00%)    | 33    | 3,36 / 100,00   |      |
| Votos Inválidos         | Votos Inválidos                | 62    | 6,33 / 100,00   | 1,08 |
| Total                   | Total                          | 978   | 100,00 / 100,00 |      |
| Eleitorado/Participação | Eleitorado/Participação        | 2 385 | 41,01 / 100,00  | 0,94 |

#### Oliveira, São Paio e São Sebastião
| Partido                 | Partido                        | Votos | %               | +/-  |
| ----------------------- | ------------------------------ | ----- | --------------- | ---- |
|                         | Partido Socialista             | 912   | 28,75 / 100,00  | 0,88 |
|                         | Partido Social Democrata       | 793   | 25,00 / 100,00  | -    |
|                         | CDS – Partido Popular          | 310   | 9,77 / 100,00   | -    |
|                         | Bloco de Esquerda              | 309   | 9,74 / 100,00   | 5,58 |
|                         | Coligação Democrática Unitária | 215   | 6,78 / 100,00   | 3,26 |
|                         | Pessoas–Animais–Natureza       | 124   | 3,91 / 100,00   | 2,65 |
|                         | LIVRE                          | 75    | 2,36 / 100,00   | 0,60 |
|                         | Aliança                        | 62    | 1,95 / 100,00   | Novo |
|                         | Iniciativa Liberal             | 44    | 1,39 / 100,00   | Novo |
|                         | Outros (com menos de 1,00%)    | 107   | 3,37 / 100,00   |      |
| Votos Inválidos         | Votos Inválidos                | 221   | 6,97 / 100,00   | 0,69 |
| Total                   | Total                          | 3 172 | 100,00 / 100,00 |      |
| Eleitorado/Participação | Eleitorado/Participação        | 7 317 | 43,35 / 100,00  | 0,47 |

#### Pencelo
| Partido                 | Partido                        | Votos | %               | +/-  |
| ----------------------- | ------------------------------ | ----- | --------------- | ---- |
|                         | Partido Socialista             | 247   | 52,67 / 100,00  | 8,65 |
|                         | Partido Social Democrata       | 63    | 13,43 / 100,00  | -    |
|                         | CDS – Partido Popular          | 33    | 7,04 / 100,00   | -    |
|                         | Bloco de Esquerda              | 32    | 6,82 / 100,00   | 3,17 |
|                         | Coligação Democrática Unitária | 20    | 4,26 / 100,00   | 4,46 |
|                         | Pessoas–Animais–Natureza       | 16    | 3,41 / 100,00   | 3,00 |
|                         | Aliança                        | 8     | 1,71 / 100,00   | Novo |
|                         | LIVRE                          | 5     | 1,07 / 100,00   | 0,15 |
|                         | Outros (com menos de 1,00%)    | 19    | 4,05 / 100,00   |      |
| Votos Inválidos         | Votos Inválidos                | 26    | 5,54 / 100,00   | 1,37 |
| Total                   | Total                          | 469   | 100,00 / 100,00 |      |
| Eleitorado/Participação | Eleitorado/Participação        | 1 120 | 41,88 / 100,00  | 2,94 |

#### Pinheiro
| Partido                 | Partido                                         | Votos | %               | +/-  |
| ----------------------- | ----------------------------------------------- | ----- | --------------- | ---- |
|                         | Partido Socialista                              | 202   | 45,09 / 100,00  | 1,95 |
|                         | Partido Social Democrata                        | 93    | 20,76 / 100,00  | -    |
|                         | Bloco de Esquerda                               | 44    | 9,82 / 100,00   | 7,64 |
|                         | Coligação Democrática Unitária                  | 20    | 4,46 / 100,00   | 4,25 |
|                         | CDS – Partido Popular                           | 18    | 4,02 / 100,00   | -    |
|                         | Pessoas–Animais–Natureza                        | 10    | 2,23 / 100,00   | 0,92 |
|                         | Partido Comunista dos Trabalhadores Portugueses | 5     | 1,12 / 100,00   | 0,25 |
|                         | Basta!                                          | 5     | 1,12 / 100,00   | 0,40 |
|                         | Outros (com menos de 1,00%)                     | 15    | 3,35 / 100,00   |      |
| Votos Inválidos         | Votos Inválidos                                 | 32    | 7,14 / 100,00   | 0,38 |
| Total                   | Total                                           | 448   | 100,00 / 100,00 |      |
| Eleitorado/Participação | Eleitorado/Participação                         | 1 041 | 43,04 / 100,00  | 0,34 |

#### Polvoreira
| Partido                 | Partido                        | Votos | %               | +/-  |
| ----------------------- | ------------------------------ | ----- | --------------- | ---- |
|                         | Partido Socialista             | 689   | 54,04 / 100,00  | 6,36 |
|                         | Partido Social Democrata       | 179   | 14,04 / 100,00  | -    |
|                         | Bloco de Esquerda              | 110   | 8,63 / 100,00   | 5,22 |
|                         | CDS – Partido Popular          | 48    | 3,76 / 100,00   | -    |
|                         | Coligação Democrática Unitária | 47    | 3,69 / 100,00   | 4,98 |
|                         | Pessoas–Animais–Natureza       | 36    | 2,82 / 100,00   | 2,59 |
|                         | Aliança                        | 16    | 1,25 / 100,00   | Novo |
|                         | Outros (com menos de 1,00%)    | 67    | 5,25 / 100,00   |      |
| Votos Inválidos         | Votos Inválidos                | 83    | 6,51 / 100,00   | 0,17 |
| Total                   | Total                          | 1 275 | 100,00 / 100,00 |      |
| Eleitorado/Participação | Eleitorado/Participação        | 3 146 | 40,53 / 100,00  | 1,27 |

#### Ponte
| Partido                 | Partido                        | Votos | %               | +/-     |
| ----------------------- | ------------------------------ | ----- | --------------- | ------- |
|                         | Partido Socialista             | 913   | 43,58 / 100,00  | 4,56    |
|                         | Partido Social Democrata       | 306   | 14,61 / 100,00  | -       |
|                         | Bloco de Esquerda              | 197   | 9,40 / 100,00   | 4,85    |
|                         | Coligação Democrática Unitária | 121   | 5,78 / 100,00   | 5,33    |
|                         | Pessoas–Animais–Natureza       | 114   | 5,44 / 100,00   | 4,29    |
|                         | CDS – Partido Popular          | 87    | 4,15 / 100,00   | -       |
|                         | Aliança                        | 28    | 1,34 / 100,00   | Novo    |
|                         | LIVRE                          | 24    | 1,15 / 100,00   | Estável |
|                         | Outros (com menos de 1,00%)    | 96    | 4,58 / 100,00   |         |
| Votos Inválidos         | Votos Inválidos                | 209   | 9,98 / 100,00   | 3,83    |
| Total                   | Total                          | 2 095 | 100,00 / 100,00 |         |
| Eleitorado/Participação | Eleitorado/Participação        | 5 876 | 35,65 / 100,00  | 1,01    |

#### Prazins Santa Eufémia
| Partido                 | Partido                         | Votos | %               | +/-  |
| ----------------------- | ------------------------------- | ----- | --------------- | ---- |
|                         | Partido Socialista              | 150   | 36,41 / 100,00  | 3,01 |
|                         | Partido Social Democrata        | 146   | 35,44 / 100,00  | -    |
|                         | Bloco de Esquerda               | 23    | 5,58 / 100,00   | 1,93 |
|                         | Coligação Democrática Unitária  | 22    | 5,34 / 100,00   | 2,20 |
|                         | CDS – Partido Popular           | 15    | 3,64 / 100,00   | -    |
|                         | Pessoas–Animais–Natureza        | 7     | 1,70 / 100,00   | 1,21 |
|                         | Partido Democrático Republicano | 7     | 1,70 / 100,00   | Novo |
|                         | Outros (com menos de 1,00%)     | 13    | 3,15 / 100,00   |      |
| Votos Inválidos         | Votos Inválidos                 | 29    | 7,04 / 100,00   | 1,68 |
| Total                   | Total                           | 412   | 100,00 / 100,00 |      |
| Eleitorado/Participação | Eleitorado/Participação         | 1 110 | 37,12 / 100,00  | 0,49 |

#### Prazins Santo Tirso e Corvite
| Partido                 | Partido                                         | Votos | %               | +/-  |
| ----------------------- | ----------------------------------------------- | ----- | --------------- | ---- |
|                         | Partido Socialista                              | 198   | 35,04 / 100,00  | 4,26 |
|                         | Partido Social Democrata                        | 153   | 27,08 / 100,00  | -    |
|                         | Bloco de Esquerda                               | 49    | 8,67 / 100,00   | 6,62 |
|                         | CDS – Partido Popular                           | 43    | 7,61 / 100,00   | -    |
|                         | Pessoas–Animais–Natureza                        | 20    | 3,54 / 100,00   | 2,79 |
|                         | Coligação Democrática Unitária                  | 12    | 2,12 / 100,00   | 5,72 |
|                         | Partido Comunista dos Trabalhadores Portugueses | 9     | 1,59 / 100,00   | 1,21 |
|                         | Outros (com menos de 1,00%)                     | 24    | 4,25 / 100,00   |      |
| Votos Inválidos         | Votos Inválidos                                 | 57    | 10,08 / 100,00  | 0,56 |
| Total                   | Total                                           | 565   | 100,00 / 100,00 |      |
| Eleitorado/Participação | Eleitorado/Participação                         | 1 713 | 32,98 / 100,00  | 1,09 |

#### Ronfe
| Partido                 | Partido                        | Votos | %               | +/-  |
| ----------------------- | ------------------------------ | ----- | --------------- | ---- |
|                         | Partido Socialista             | 796   | 41,39 / 100,00  | 4,93 |
|                         | Partido Social Democrata       | 414   | 21,53 / 100,00  | -    |
|                         | Bloco de Esquerda              | 157   | 8,16 / 100,00   | 4,23 |
|                         | CDS – Partido Popular          | 149   | 7,75 / 100,00   | -    |
|                         | Pessoas–Animais–Natureza       | 61    | 3,17 / 100,00   | 2,37 |
|                         | Coligação Democrática Unitária | 59    | 3,07 / 100,00   | 4,57 |
|                         | LIVRE                          | 21    | 1,09 / 100,00   | 0,02 |
|                         | Outros (com menos de 1,00%)    | 95    | 4,93 / 100,00   |      |
| Votos Inválidos         | Votos Inválidos                | 171   | 8,89 / 100,00   | 0,77 |
| Total                   | Total                          | 1 923 | 100,00 / 100,00 |      |
| Eleitorado/Participação | Eleitorado/Participação        | 4 065 | 47,31 / 100,00  | 1,30 |

#### Sande São Martinho
| Partido                 | Partido                        | Votos | %               | +/-  |
| ----------------------- | ------------------------------ | ----- | --------------- | ---- |
|                         | Partido Socialista             | 325   | 38,37 / 100,00  | 2,55 |
|                         | Partido Social Democrata       | 266   | 31,40 / 100,00  | -    |
|                         | Bloco de Esquerda              | 47    | 5,55 / 100,00   | 2,46 |
|                         | CDS – Partido Popular          | 45    | 5,31 / 100,00   | -    |
|                         | Pessoas–Animais–Natureza       | 31    | 3,66 / 100,00   | 2,70 |
|                         | Coligação Democrática Unitária | 20    | 2,36 / 100,00   | 3,40 |
|                         | Aliança                        | 9     | 1,06 / 100,00   | Novo |
|                         | Outros (com menos de 1,00%)    | 33    | 3,90 / 100,00   |      |
| Votos Inválidos         | Votos Inválidos                | 71    | 8,38 / 100,00   | 2,31 |
| Total                   | Total                          | 847   | 100,00 / 100,00 |      |
| Eleitorado/Participação | Eleitorado/Participação        | 2 512 | 33,72 / 100,00  | 2,47 |

#### Sande São Lourenço e Balazar
| Partido                 | Partido                        | Votos | %               | +/-  |
| ----------------------- | ------------------------------ | ----- | --------------- | ---- |
|                         | Partido Socialista             | 193   | 38,45 / 100,00  | 0,38 |
|                         | Partido Social Democrata       | 142   | 28,29 / 100,00  | -    |
|                         | Bloco de Esquerda              | 32    | 6,37 / 100,00   | 4,56 |
|                         | CDS – Partido Popular          | 31    | 6,18 / 100,00   | -    |
|                         | Pessoas–Animais–Natureza       | 13    | 2,59 / 100,00   | 1,58 |
|                         | Aliança                        | 13    | 2,59 / 100,00   | Novo |
|                         | Coligação Democrática Unitária | 10    | 1,99 / 100,00   | 2,03 |
|                         | Outros (com menos de 1,00%)    | 18    | 3,59 / 100,00   |      |
| Votos Inválidos         | Votos Inválidos                | 50    | 9,96 / 100,00   | 1,51 |
| Total                   | Total                          | 502   | 100,00 / 100,00 |      |
| Eleitorado/Participação | Eleitorado/Participação        | 1 696 | 29,60 / 100,00  | 0,55 |

#### Sande Vila Nova e Sande São Clemente
| Partido                 | Partido                        | Votos | %               | +/-  |
| ----------------------- | ------------------------------ | ----- | --------------- | ---- |
|                         | Partido Socialista             | 468   | 38,20 / 100,00  | 3,87 |
|                         | Partido Social Democrata       | 299   | 24,41 / 100,00  | -    |
|                         | CDS – Partido Popular          | 111   | 9,06 / 100,00   | -    |
|                         | Bloco de Esquerda              | 86    | 7,02 / 100,00   | 4,72 |
|                         | Coligação Democrática Unitária | 58    | 4,73 / 100,00   | 2,26 |
|                         | Pessoas–Animais–Natureza       | 31    | 2,53 / 100,00   | 1,99 |
|                         | Outros (com menos de 1,00%)    | 64    | 5,22 / 100,00   |      |
| Votos Inválidos         | Votos Inválidos                | 108   | 8,52 / 100,00   | 1,37 |
| Total                   | Total                          | 1 225 | 100,00 / 100,00 |      |
| Eleitorado/Participação | Eleitorado/Participação        | 3 221 | 38,03 / 100,00  | 1,82 |

#### São Torcato
| Partido                 | Partido                                         | Votos | %               | +/-  |
| ----------------------- | ----------------------------------------------- | ----- | --------------- | ---- |
|                         | Partido Socialista                              | 526   | 41,95 / 100,00  | 0,73 |
|                         | Partido Social Democrata                        | 322   | 25,68 / 100,00  | -    |
|                         | Bloco de Esquerda                               | 73    | 5,82 / 100,00   | 3,02 |
|                         | CDS – Partido Popular                           | 60    | 4,78 / 100,00   | -    |
|                         | Coligação Democrática Unitária                  | 45    | 3,59 / 100,00   | 5,23 |
|                         | Pessoas–Animais–Natureza                        | 35    | 2,79 / 100,00   | 1,35 |
|                         | Aliança                                         | 20    | 1,59 / 100,00   | Novo |
|                         | LIVRE                                           | 19    | 1,52 / 100,00   | 0,50 |
|                         | Partido Comunista dos Trabalhadores Portugueses | 13    | 1,04 / 100,00   | 0,40 |
|                         | Outros (com menos de 1,00%)                     | 31    | 2,47 / 100,00   |      |
| Votos Inválidos         | Votos Inválidos                                 | 110   | 8,77 / 100,00   | 1,49 |
| Total                   | Total                                           | 1 254 | 100,00 / 100,00 |      |
| Eleitorado/Participação | Eleitorado/Participação                         | 3 170 | 39,56 / 100,00  | 2,85 |

#### Selho São Cristóvão
| Partido                 | Partido                                         | Votos | %               | +/-  |
| ----------------------- | ----------------------------------------------- | ----- | --------------- | ---- |
|                         | Partido Socialista                              | 370   | 46,08 / 100,00  | 4,55 |
|                         | Partido Social Democrata                        | 131   | 16,31 / 100,00  | -    |
|                         | Bloco de Esquerda                               | 82    | 10,21 / 100,00  | 5,01 |
|                         | Coligação Democrática Unitária                  | 51    | 6,35 / 100,00   | 7,27 |
|                         | CDS – Partido Popular                           | 37    | 4,61 / 100,00   | -    |
|                         | Pessoas–Animais–Natureza                        | 29    | 3,61 / 100,00   | 2,61 |
|                         | Partido Comunista dos Trabalhadores Portugueses | 8     | 1,00 / 100,00   | 2,43 |
|                         | Outros (com menos de 1,00%)                     | 38    | 4,74 / 100,00   |      |
| Votos Inválidos         | Votos Inválidos                                 | 57    | 7,10 / 100,00   | 1,90 |
| Total                   | Total                                           | 803   | 100,00 / 100,00 |      |
| Eleitorado/Participação | Eleitorado/Participação                         | 2 002 | 40,11 / 100,00  | 2,42 |

#### Selho São Jorge
| Partido                 | Partido                        | Votos | %               | +/-  |
| ----------------------- | ------------------------------ | ----- | --------------- | ---- |
|                         | Partido Socialista             | 849   | 37,22 / 100,00  | 5,64 |
|                         | Partido Social Democrata       | 451   | 19,77 / 100,00  | -    |
|                         | Bloco de Esquerda              | 231   | 10,13 / 100,00  | 5,21 |
|                         | Coligação Democrática Unitária | 207   | 9,07 / 100,00   | 7,49 |
|                         | CDS – Partido Popular          | 110   | 4,82 / 100,00   | -    |
|                         | Pessoas–Animais–Natureza       | 77    | 3,38 / 100,00   | 2,63 |
|                         | Aliança                        | 25    | 1,10 / 100,00   | Novo |
|                         | Nós, Cidadãos!                 | 23    | 1,01 / 100,00   | Novo |
|                         | Outros (com menos de 1,00%)    | 104   | 4,56 / 100,00   |      |
| Votos Inválidos         | Votos Inválidos                | 204   | 8,95 / 100,00   | 1,91 |
| Total                   | Total                          | 2 281 | 100,00 / 100,00 |      |
| Eleitorado/Participação | Eleitorado/Participação        | 5 262 | 43,35 / 100,00  | 0,01 |

#### Selho São Lourenço e Gominhães
| Partido                 | Partido                                         | Votos | %               | +/-  |
| ----------------------- | ----------------------------------------------- | ----- | --------------- | ---- |
|                         | Partido Socialista                              | 340   | 42,61 / 100,00  | 1,39 |
|                         | Partido Social Democrata                        | 185   | 23,18 / 100,00  | -    |
|                         | Bloco de Esquerda                               | 67    | 8,40 / 100,00   | 5,23 |
|                         | Coligação Democrática Unitária                  | 36    | 4,51 / 100,00   | 2,93 |
|                         | CDS – Partido Popular                           | 31    | 3,88 / 100,00   | -    |
|                         | Pessoas–Animais–Natureza                        | 18    | 2,26 / 100,00   | 1,65 |
|                         | LIVRE                                           | 15    | 1,88 / 100,00   | 0,17 |
|                         | Partido Comunista dos Trabalhadores Portugueses | 9     | 1,13 / 100,00   | 1,67 |
|                         | Outros (com menos de 1,00%)                     | 38    | 4,76 / 100,00   |      |
| Votos Inválidos         | Votos Inválidos                                 | 59    | 7,40 / 100,00   | 0,29 |
| Total                   | Total                                           | 798   | 100,00 / 100,00 |      |
| Eleitorado/Participação | Eleitorado/Participação                         | 2 038 | 39,16 / 100,00  | 0,65 |

#### Serzedelo
| Partido                 | Partido                                         | Votos | %               | +/-  |
| ----------------------- | ----------------------------------------------- | ----- | --------------- | ---- |
|                         | Partido Socialista                              | 601   | 46,37 / 100,00  | 6,10 |
|                         | Partido Social Democrata                        | 171   | 13,19 / 100,00  | -    |
|                         | Coligação Democrática Unitária                  | 135   | 10,42 / 100,00  | 6,37 |
|                         | Bloco de Esquerda                               | 120   | 9,26 / 100,00   | 2,72 |
|                         | CDS – Partido Popular                           | 54    | 4,17 / 100,00   | -    |
|                         | Pessoas–Animais–Natureza                        | 38    | 2,93 / 100,00   | 2,41 |
|                         | Aliança                                         | 18    | 1,39 / 100,00   | Novo |
|                         | Partido Comunista dos Trabalhadores Portugueses | 15    | 1,16 / 100,00   | 1,66 |
|                         | Basta!                                          | 13    | 1,00 / 100,00   | 0,18 |
|                         | Outros (com menos de 1,00%)                     | 35    | 2,70 / 100,00   |      |
| Votos Inválidos         | Votos Inválidos                                 | 96    | 7,41 / 100,00   | 2,07 |
| Total                   | Total                                           | 1 296 | 100,00 / 100,00 |      |
| Eleitorado/Participação | Eleitorado/Participação                         | 3 233 | 40,09 / 100,00  | 0,55 |

#### Serzedo e Calvos
| Partido                 | Partido                        | Votos | %               | +/-  |
| ----------------------- | ------------------------------ | ----- | --------------- | ---- |
|                         | Partido Socialista             | 342   | 47,50 / 100,00  | 3,77 |
|                         | Partido Social Democrata       | 149   | 20,69 / 100,00  | -    |
|                         | CDS – Partido Popular          | 61    | 8,47 / 100,00   | -    |
|                         | Bloco de Esquerda              | 34    | 4,72 / 100,00   | 2,73 |
|                         | Pessoas–Animais–Natureza       | 24    | 3,33 / 100,00   | 2,62 |
|                         | Coligação Democrática Unitária | 17    | 2,36 / 100,00   | 1,91 |
|                         | LIVRE                          | 8     | 1,11 / 100,00   | 0,11 |
|                         | Outros (com menos de 1,00%)    | 42    | 5,85 / 100,00   |      |
| Votos Inválidos         | Votos Inválidos                | 43    | 5,98 / 100,00   | 2,27 |
| Total                   | Total                          | 720   | 100,00 / 100,00 |      |
| Eleitorado/Participação | Eleitorado/Participação        | 2 068 | 34,82 / 100,00  | 1,22 |

#### Silvares
| Partido                 | Partido                        | Votos | %               | +/-  |
| ----------------------- | ------------------------------ | ----- | --------------- | ---- |
|                         | Partido Socialista             | 372   | 42,27 / 100,00  | 5,85 |
|                         | Partido Social Democrata       | 182   | 20,68 / 100,00  | -    |
|                         | CDS – Partido Popular          | 69    | 7,84 / 100,00   | -    |
|                         | Bloco de Esquerda              | 62    | 7,05 / 100,00   | 4,29 |
|                         | Coligação Democrática Unitária | 41    | 4,66 / 100,00   | 2,79 |
|                         | Pessoas–Animais–Natureza       | 33    | 3,75 / 100,00   | 3,27 |
|                         | Nós, Cidadãos!                 | 9     | 1,02 / 100,00   | Novo |
|                         | Outros (com menos de 1,00%)    | 42    | 4,77 / 100,00   |      |
| Votos Inválidos         | Votos Inválidos                | 70    | 7,95 / 100,00   | 1,58 |
| Total                   | Total                          | 880   | 100,00 / 100,00 |      |
| Eleitorado/Participação | Eleitorado/Participação        | 2 086 | 42,19 / 100,00  | 2,07 |

#### Souto Santa Maria, Souto São Salvador e Gondomar
| Partido                 | Partido                        | Votos | %               | +/-  |
| ----------------------- | ------------------------------ | ----- | --------------- | ---- |
|                         | Partido Socialista             | 273   | 43,68 / 100,00  | 3,55 |
|                         | Partido Social Democrata       | 181   | 28,96 / 100,00  | -    |
|                         | Bloco de Esquerda              | 40    | 6,40 / 100,00   | 4,31 |
|                         | CDS – Partido Popular          | 30    | 4,80 / 100,00   | -    |
|                         | Pessoas–Animais–Natureza       | 18    | 2,88 / 100,00   | 1,54 |
|                         | Coligação Democrática Unitária | 12    | 1,92 / 100,00   | 2,71 |
|                         | Outros (com menos de 1,00%)    | 26    | 2,24 / 100,00   |      |
| Votos Inválidos         | Votos Inválidos                | 45    | 7,20 / 100,00   | 0,19 |
| Total                   | Total                          | 625   | 100,00 / 100,00 |      |
| Eleitorado/Participação | Eleitorado/Participação        | 2 143 | 29,16 / 100,00  | 0,17 |

#### Tabuadelo e São Faustino
| Partido                 | Partido                        | Votos | %               | +/-  |
| ----------------------- | ------------------------------ | ----- | --------------- | ---- |
|                         | Partido Socialista             | 435   | 42,90 / 100,00  | 2,73 |
|                         | Partido Social Democrata       | 240   | 23,67 / 100,00  | -    |
|                         | CDS – Partido Popular          | 66    | 6,51 / 100,00   | -    |
|                         | Bloco de Esquerda              | 60    | 5,92 / 100,00   | 2,90 |
|                         | Pessoas–Animais–Natureza       | 33    | 3,25 / 100,00   | 2,82 |
|                         | Coligação Democrática Unitária | 30    | 2,96 / 100,00   | 2,76 |
|                         | Basta!                         | 15    | 1,48 / 100,00   | 0,19 |
|                         | Aliança                        | 13    | 1,28 / 100,00   | Novo |
|                         | LIVRE                          | 12    | 1,18 / 100,00   | 0,01 |
|                         | Outros (com menos de 1,00%)    | 42    | 4,14 / 100,00   |      |
| Votos Inválidos         | Votos Inválidos                | 68    | 6,70 / 100,00   | 1,95 |
| Total                   | Total                          | 1 014 | 100,00 / 100,00 |      |
| Eleitorado/Participação | Eleitorado/Participação        | 2 273 | 44,61 / 100,00  | 3,98 |

#### Urgezes
| Partido                 | Partido                        | Votos | %               | +/-  |
| ----------------------- | ------------------------------ | ----- | --------------- | ---- |
|                         | Partido Socialista             | 806   | 38,84 / 100,00  | 3,39 |
|                         | Partido Social Democrata       | 443   | 21,35 / 100,00  | -    |
|                         | Bloco de Esquerda              | 196   | 9,45 / 100,00   | 6,25 |
|                         | CDS – Partido Popular          | 164   | 7,90 / 100,00   | -    |
|                         | Pessoas–Animais–Natureza       | 88    | 4,24 / 100,00   | 3,04 |
|                         | Coligação Democrática Unitária | 71    | 3,42 / 100,00   | 4,79 |
|                         | Aliança                        | 31    | 1,49 / 100,00   | Novo |
|                         | LIVRE                          | 27    | 1,30 / 100,00   | 0,90 |
|                         | Iniciativa Liberal             | 22    | 1,06 / 100,00   | Novo |
|                         | Outros (com menos de 1,00%)    | 87    | 4,19 / 100,00   |      |
| Votos Inválidos         | Votos Inválidos                | 140   | 6,75 / 100,00   | 0,76 |
| Total                   | Total                          | 2 075 | 100,00 / 100,00 |      |
| Eleitorado/Participação | Eleitorado/Participação        | 4 906 | 42,30 / 100,00  | 1,03 |